# جامع أهي جلبي
جامع اهي جلبي (بالتركية: Ahi Çelebi Camii)‏ هو جامع يقع في إسطنبول.